# Голаново
Голаново — деревня в Торопецком районе Тверской области России. Входит в состав Скворцовского сельского поселения.

## География
Деревня расположена в 24 километрах к западу от города Торопец и в 5 километрах к северу от деревни Скворцово. Ближайшими населёнными пунктами являются деревни Гущино и Поташово.
Климат
Деревня, как и весь район, относится к умеренному поясу северного полушария и находится в области переходного климата от океанического к материковому. Лето с температурным режимом +15…+20 °С (днём +20…+25 °С), зима умеренно-морозная −10…−15 °С; при вторжении арктических воздушных масс до −30…-40 °С.
Среднегодовая скорость ветра 3,5—4,2 метра в секунду.
Часовой пояс
Деревня Голаново, как и вся Тверская область находится в часовой зоне МСК (московское время). Смещение применяемого времени относительно UTC составляет +3:00.

## Население
| 2010 |
| ---- |
| 1    |

Население по переписи 2002 года — 9 человек.
Национальный состав
Согласно результатам переписи 2002 года, в национальной структуре населения русские составляли 100 % от жителей.